# آرفيد هارناك
كان آرفيد هارناك (ولد في 24 مايو 1901 في دارمشتات – 22 ديسمبر 1942 في برلين) محاميًا واقتصاديًا ماركسيًا وشيوعيًا ألمانيًا، ومقاتلًا في صفوف المقاومة الألمانية في ألمانيا النازية. كان هارناك ينحدر من أسرة مثقفة وكان في الأصل إنسانويًا. تأثر هارناك بقوة بيوهان وولفغانغ فون غوته، إلا أنه تحول بشكل تدريجي إلى تبني رؤية ماركسية اشتراكية بعد زيارته للاتحاد السوفييتي وصعود النازية. بعد إنشائه مجموعة حوار سرية تمركزت في المدرسة الداخلية المسائية في برلين، التقى هارناك بهارو شولتز بويسن، الذي كان يترأس مجموعة مشابهة. شأنها شأن العديد من المجموعات في أجزاء أخرى من العالم، تطور الفصيلان السياسيان السريان الذين ترأسهما هارناك وشولتز بويسن في وقت لاحق إلى شبكة تجسس زودت الاتحاد السوفييتي بمعلومات استخباراتية سياسية واقتصادية. أطلق أبفير لاحقًا على المجموعة اسم الأوركسترا الحمراء (روتي كابيل). أعدم هارناك وزوجته أمريكية المولد، ميلدرد فيش، على يدي النظام النازي في عامي 1942 و1943 على التوالي.

## حياته
كانت أسرة هارناك تتألف من ألمان بروتستانت بارزين وموهوبين من الناحية الأكاديمية ينحدرون من إقليم البلطيق. كان والده أوتو هارناك أستاذًا في تاريخ الأدب وكانت والدته كلارا هارناك (الاسم عند الولادة رايتشاو) فنانة. كانت رايتشاو حفيدة يوستوس فون ليبيغ، أحد المؤسسين الرئيسيين للكيمياء العضوية. كان أشقاء هارناك فالك هارناك، شقيقه الأكبر، وإينغ هارناك وأنجيلا هارناكن، التي كانت مدرسة لآلة الكمان. كان هارناك ابن أخ عالم اللاهوت آدولف فون هارناك.
في عام 1919، أصبح هارناك عضوًا في فرايكوربس، التي كانت ميليشيا تطوعية. ومنذ عام 1919 حتى عام 1923 درس هارناك القانون في جامعة فريدريش شيلير وفي جامعة غراز وفي جامعة هامبورغ، وأصبح دكتورًا في القانون في عام 1924. أتم هارناك دراسات ما بعد التخرج في الاقتصاد في هامبورغ وكلية لندن للاقتصاد قبل أن يمنح منحة روكفيلر للدراسة في جامعة ويسكونسين. في ماديسون (مقاطعة دان)، تأثر هارناك بجون آر كومونز المختص بالاقتصاد الصناعي والمؤرخ العمالي، ورأى فيه معلمًا.
في عام 1926، التقى هارناك خلال تجوله في القاعة الخطأ بالمختصة في تاريخ الأدب الأمريكي ميلدرد فيش، والتي كانت أيضًا طالبة خريجة في جامعة ويسكونسين. بعد صداقة وعلاقة حب قصيرتين، أعلن الثنائي خطوبتهما في 6 من شهر يونيو من عام 1926 وتزوجا في 7 من شهر أغسطس من العام نفسه. التقى الثنائي بمارغريثا «جريتا» لورك، التي كانت طالبة ألمانية في علم الاجتماع، في اجتماع مساء يوم جمعة نظم في قاعة الطلاب في ماديسون. تطورت صداقة دامت عدة سنوات بين ميلدرد ولورك، وكانت الأخيرة عضوة في مجموعة أصدقاء من راديكاليي ويسكونسين عرفت باسم نادي نيترز لأيام الجمعة. وفقًا لإحدى الطالبات الزميلات وإحدى أعضاء المجموعة، هازيل بريغس رايس، اعتبر أعضاء نادي نيترز لأيام الجمعة أنفسهم ليبراليين تقدميين. لاحقًا، تزوجت لورك آدام كوكهوف. كان نادي نيترز لأيام الجمعة الذي أسسه الثنائي هارناك تهميدًا لانخراطهم في ما عرف بقضية ساكو وفانزيتي، والتي أصبحت قضية مثيرة للجدل. احتج العديد من أعضاء المجموعة على الإعدام المخطط له لذلك الثنائي، ورفع آرفيد عريضة إلى الحاكم لإنشاء لجنة للتحقيق في ذلك الجدل. جعلت المحاكمة الثنائي هارناك أكثر راديكالية.
مع نهاية الفصل الدراسي في مارس من عام 1928، عاد آرفيد إلى ألمانيا مع نهاية منحته الدراسية، في حين بقيت ميلدرد لعام إضافي لإتمام دراستها قبل الانتقال إلى ألمانيا في 2 من شهر يونيو من عام 1929، وهي الفترة التي عاش فيها الثنائي في مدينتي ينا وغيسن الجامعيتين الصغيرتين. في عام 1931، نال آرفيد ترقية إلى الدكتوراه الثانية الخاصة به، والتي كانت دكتوراه في الفلسفة من جامعة غيسن مع أطروحة بعنوان: دي فورماركسيستيش أربايتربيفيغونغ إن دين فيراينيغتين ستاتين («حركة العمال ما قبل الماركسية في الولايات المتحدة») التي كانت تتعامل بوضوح مع تاريخ حركة العمال الأمريكيين. كانت الأطروحة برعاية فريدريش لينز الذي كان قد أسس كلية غيسن للاقتصاد الوطني.
كان لدى الثنائي هارناك، شأنهم شأن العديد من نظرائهم الأدبيين، اهتمام بالاتحاد السوفييتي. وقرروا إنشاء مجموعة دراسة في خريف العام 1931، إلى جانب لينز. خلال ذروة الكساد الكبير، كان هارناك يأمل أن تلعب ألمانيا دور جسر روحي واقتصادي بين الشرق والغرب. وكان لينز يرى أن تحالفًا مع الاتحاد السوفييتي هو فقط ما سيخلص ألمانيا من قيود معاهدة فرساي، وسيعيد تأسيس موقع البلاد وسيعيد لها مكانتها كأمة عظيمة.

## آربلان
أسس هارناك فيسينشافتليش آربايتسغيماينشافت تسوم شتوديوم دير سوفييتيشين بلافيرتشافت («تجمع العمل العلمي لدراسة الاقتصاد السوفييتي المخطط»)، أو آربلان، إلى جانب لينز في عام 1931. كانت تلك منظمة تضم كتابًا وأكاديميين كانوا يلتقون مرة كل شهر لمناقشة الاقتصاد السوفييتي المخطط. أصبح هارناك سكرتيرًا للمجموعة وأصبح لينز رئيسًا لها. انعقد الاجتماع الأول في 3 و4 من شهر يناير من عام 1932. كان مجموعة الدراسة تضم نحو 50 عضوًا. وكان من بين بعض الأعضاء البارزين في المجموعة الاقتصادي إيميل ليديرير وعالم الاجتماع والمؤرخ ألفريد ميوسيل والسياسي أوتو هويتزش، وعالم السياسة كلاوس ميهنيرت والفيلسوف الماركسي جورج لوكاتش والسياسي الماركسي هيرمان دنكر والكاتب المسرحي والمؤرخ كارل أوغوست فيتفوغل والسياسي إرنست نيكيش والإعلامي هانس إيبيلينغ والفيلسوف إرنست يونغر والكونت فون السياسي إرنست غراف تزو ريفينتلوف. 
وكان من بينهم أيضًا الاقتصادي والدبلوماسي السوفييتي البارز سيرغي بيسونوف، الذي كان في تلك الآونة عضوًا في مفوضية التجارة السوفييتية، وأليكساندر هيرشفيلد، الذي كان صلة آرفيد في السفارة السوفييتية في برلين. في تلك الآونة، كان الثنائي هارناك أيضًا أعضاء في جمعية العمال المثقفين (بوند دير غايستيسأربايتر)، والتي كانت منظمة جبهة شيوعية. وكانت موسكو تنظر تراهم قادرين على استقطاب «أشخاص يملكون نوايا طيبة» أو «أشخاص صاحبي نفوذ»، ولكن ليس بالضرورة أن يكونوا أعضاء في الحزب. وفقًا لجيورجي ديميتروف، رئيس الأممية الشيوعية، أتاحت المنظمات لهم بأن يوسعوا نفوذهم إلى أشخاص كان الوصول لهم صعبًا. بقي الأعضاء الشيوعيون أو أعضاء الحزب الشيوعي الألماني في الخلفية في الاجتماعات التي كانت مفتوحة للجميع، إلا أنهم كانوا يسيطرون على النقاش لينالوا نفوذًا. كان الهدف الرئيسي لمنظمات مثل آربلان أن تجذب أشخاصًا أصحاب نفوذ يدعمون أجندة مؤيدة للسوفييت في ما يتعلق بالسياسة الألمانية. أُمر بيسونوف باستقطاب تكنوقراطيين ألمان مناسبين للزيارات إلى الاتحاد السوفييتي والحصول على معلومات مفيدة لمفوضية التجارة السوفييتية.

### صالون أدبي
في شهر يناير من عام 1932، خسرت ميلدرد مقعدها كأستاذة في الأدب الإنجليزي في جامعة برلين. وفي مايو من عام 1932، أرغم الثنائي على الانتقال إلى هاسينهايد 61 في نيوكولن بسبب وجود النازيين، التي استأجروها من ستيفان هايم. في روايته التي ألفها في فترة ما بعد الحرب، ناتشروف، ذكر هايم أنه وجد في الثنائي هارناك ثنائيًا عبقريًا من الناحية الأكاديمية كان يمتلك «آراءً حازمة» حول النازيين. استضاف الثنائي هارناك صالونًا أدبيًا يوم السبت في هاينسايد حيث كان تُشارك بحرية نقاشات فكرية بين المحررين والناشرين والمؤلفين، وحيث ألقى هارناك محاضرات حول الاقتصاد السياسي والماركسية. وكان من بين أولئك الحضور ناشرون مثل سامويل فيشر وإرنست روفولت وهينريش ماري ليديغ روفولت والمترجم فرانز فراين، والطبيب والكاتب ماكس موهر ومؤلفون وكتاب مسرحيات مثل آدام كوكهوف وماكس تاو وأوتو زوف وإرنست فون سالومون، والصحفية مارغريت بوفيري والناقد إيريش فرانزين، وبعض طلاب ميلدرد، من بينهم فريدريش سلوسينغر.
ذهب 23 عضوًا من أعضاء آربلان، من بينهم هارناك، في رحلة دراسية لثلاثة أسابيع إلى الاتحاد السوفييتي استمرت منذ 20 من شهر أغسطس حتى 12 سبتمبر من عام 1932، نظمت بمساعدة بيسونوف والسفارة السوفييتية. راقبت المجموعة الاقتصاد السوفييتي في موسكو ولينينغراد وأوديسا وكييف وإقليم دنيبر. كانت هناك اتهامات بأن هارناك كان قد جند خلال الرحلة من قبل الاستخبارات السوفييتية. يصف ديفيد دالين الرحلة بأنها نقطة التحول في حياة هارناك، وأن هارناك وافق على التجسس لمصلحة الاتحاد السوفييتي حين طلب منه ذلك صراحة قادة بارزون في الكومنترن. تكررت هذه الاتهامات في عام 1994 من قبل نائب مدير لجنة أمن الدولة، بافيل سودوبلاتوف، على الرغم من عدم ذكر ذلك في سجلات هارناك الخاصة. على الرغم من تجولهم في أوكرانيا بصفتهم أكاديميين وتدوينهم لملاحظات، فشلت المجموعة في ملاحظة المجاعة التي كانت أمام عينيها، وحين ذهب آرثر كويستلر إلى هناك في الفترة ذاتها تقريبًا، وثّق في كل محطة معاناة الناس من المجاعة.